# TAI Hürkuş
TAI Hürkuş — це турецький одномоторний турбогвинтовий основний навчальний літак та легкий бойовий літак, вироблений компанією Turkish Aerospace Industries (TAI). Конструкція базується на навчальному літаку KAI KT-1 Woongbi, що використовується Повітряними силами Туреччини. Hürkuş є першим пілотованим літаком, спроектованим і виготовленим в Туреччині. Літак названий на честь турецького піонера авіації Веджихі Хюркуша.

## Розробка
Навчальний літак Hürkuş призначений в першу чергу для турецьких ВПС, але також планується продаж цивільним користувачам. Розробка літака розпочалася у 2006 році, проте її супроводжували значні затримки. Наприклад, перший політ прототипу, запланований на 2009 рік, довелося відкласти на чотири роки. Урочистий виїзд прототипу відбувся в червні 2012 року. Перший політ прототипу (реєстрація TC-VCH) відбувся 29 серпня 2013. Другий прототип TAI Hürkuş (TC-VCI) вперше злетів 10 вересня 2014 року. У 2015 році введення літака в експлуатацію було відкладено до 2018 року, а відсутні літаки для турецьких ВПС були замінені додатковим замовленням на 15 літаків KT-1T.
Планується виробництво трьох основних варіантів: цивільного навчального літака Hürkuş A, військового навчального літака Hürkuş B та літака для протипартизанських операцій і безпосередньої авіаційної підтримки Hürkuş C. Hürkuş C буде оснащений електрооптичним інфрачервоним системою FLIR та зможе нести 1500 кг озброєння. Туреччина планує придбати 36 літаків Hürkuş.
Першим іноземним користувачем літака має стати Нігер.

## Конструкція
Літак двомісний — пілот і інструктор сидять у тандемному розташуванні, маючи в своєму розпорядженні сучасний дисплей-кокпіт (HUD дисплеї, великоформатні кольорові мультифункціональні дисплеї (MFD) і катапультні крісла Martin-Baker Mk.T-16N з параметрами 0-0. Літак приводиться в рух турбогвинтовим двигуном Pratt & Whitney Canada PT6A-68T потужністю 1200 кВт, що обертає п'ятилопатевий алюмінієвий гвинт Hartzell HC-B5MA-3.

## Варіанти

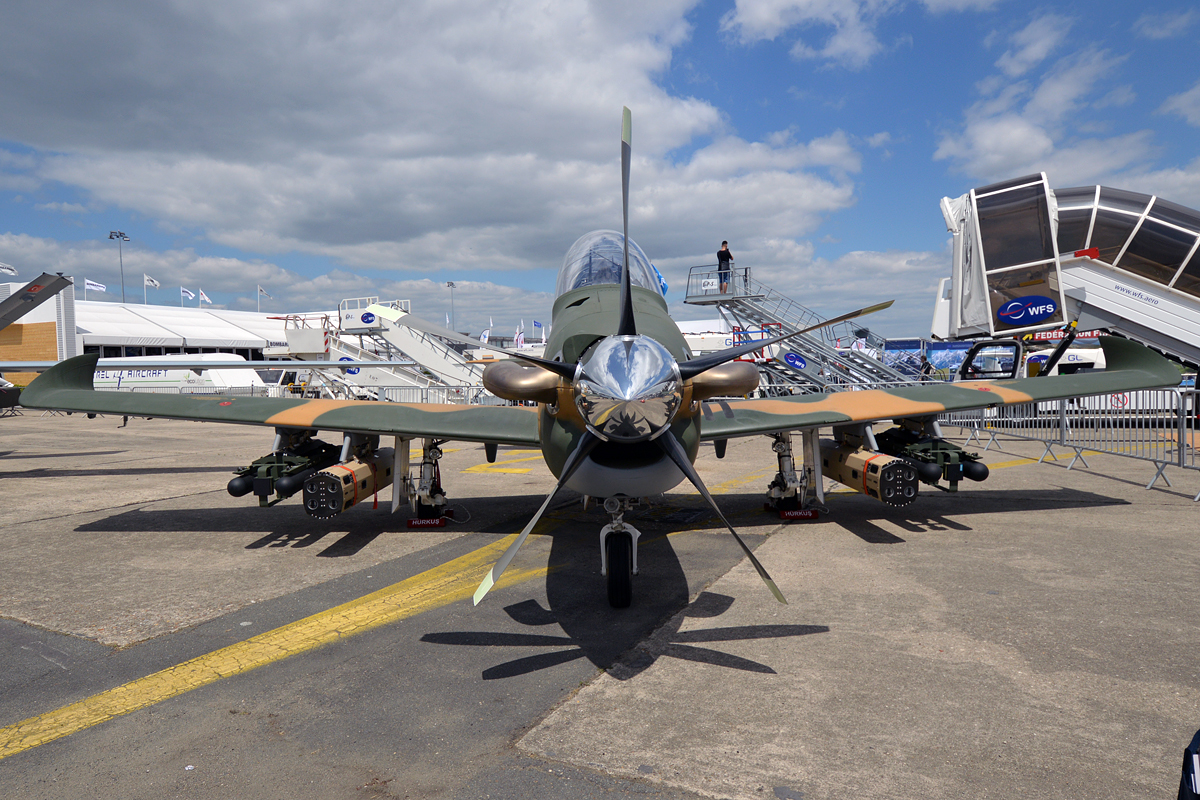
Hürkuş С

- Hürkuş A – цивільний навчальний літак, сертифікований для цивільного ринку. Після декількох прототипів на даний момент не виготовляється.
- Hürkuş B – розширена версія з військовою авіонікою (включаючи HUD, мультифункціональні дисплеї (MFD) та бойовий комп'ютер)[7]. Дизайн кабіни схожий на F-16 та F-35, щоб полегшити навчання та перепідготовку пілотів. Hürkuş-B приблизно на 100 кг легший за Hürkuş-A. Цей варіант вперше здійснив тестовий політ у 2018 році[8]. Перші оперативні літаки були доставлені повітряним силам у 2019 році[9].
- Hürkuş C – озброєна версія для повітряної підтримки наземних військ. У цій функції літак може нести до 1500 кг озброєння на чотирьох точках підвіски під крилами та повинен отримати систему теплового бачення (FLIR). Hürkuş може діяти навіть з непідготовлених злітних смуг, що викликало інтерес у турецької армії для підтримки своїх бойових гелікоптерів. Експерти вважають, що Hürkuş-C зменшить витрати на повітряні операції, забезпечуючи підтримку з повітря за нижчою ціною порівняно з F-16. Hürkuş-C також буде оснащений тепловізором та прицільною системою, бронюванням, системою самозахисту, нічним баченням, цифровою кабіною з просунутою системою авіоніки, а також захищеним цифровомим зв'язком в тому числі й для передачі зображень[10]. 7 квітня 2017 року Hürkuş C здійснив перший успішний пуск ракети[11].
- Hürkuş-SİHA – безпілотна версія Hürkuş С.
- Hürkuş-2 – запланована друга фаза розвитку Hürkuş[12].
- Версія для Берегової охорони – Ще в 2013 році TAI планувало ще одну  версію літака для підтримки операцій турецької берегової охорони. Заднє сидіння в літаку повинен зайняти спостерігач, що мав би систему теплового бачення ASELSAN FLIR.[13] Проте подальшого розвитку цей варіант не отримав.

## Технічні характеристики

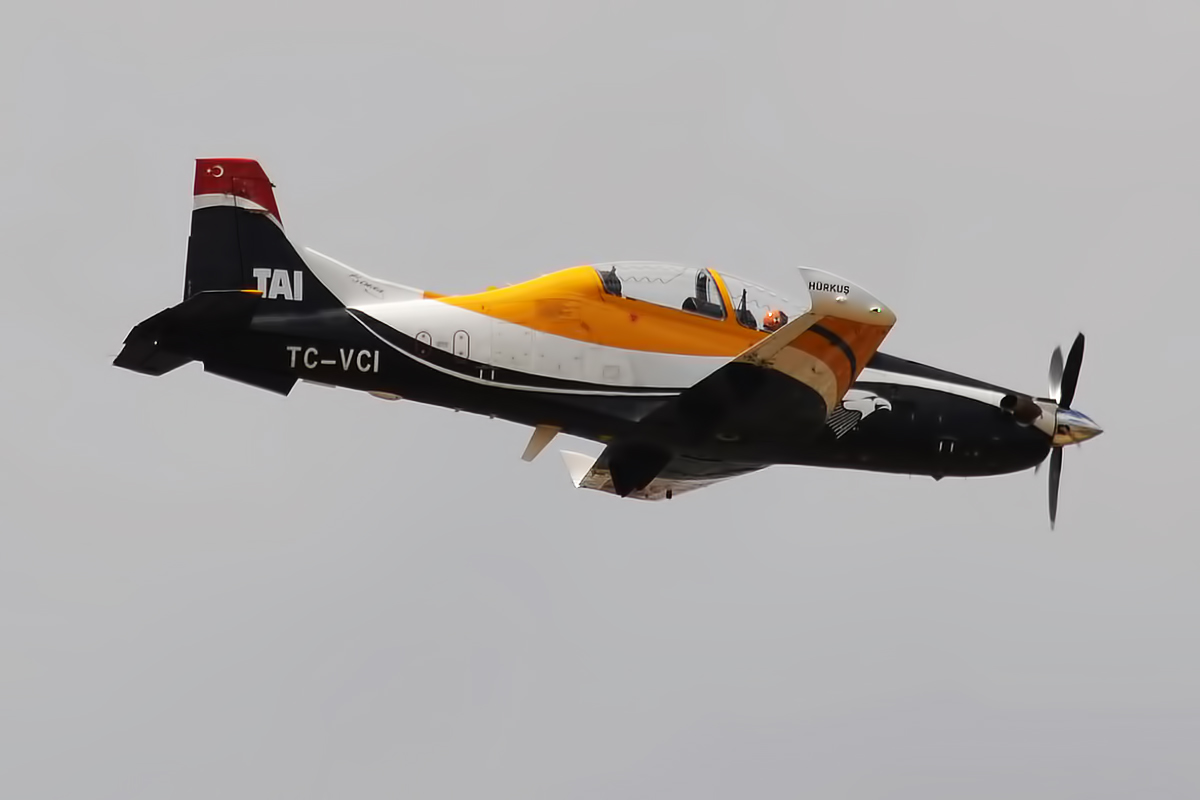
Hürkuş B (TC-VCI) представлений у 2017 році на Паризькому авіасалоні

### Загальні дані
- Екіпаж: 2 (інструктор і учень)
- Довжина: 11,17 м
- Розмах крил: 9,96 м
- Висота: 3.70 м
- Площа крила: 16.76 м²
- Маса порожнього літака: 2976 кг[14]
- Максимальна злітна маса: 3650 кг
- Двигун: 1× турбогвинтовий двигун Pratt & Whitney Canada PT6A-68T
- Потужність двигуна: 1200 кВт (1600 к.с.)

### Льотні характеристики
- Максимальна швидкість: 574 км/год
- Дальність польоту: 1478 км
- Практична стеля: 10 600 м
- Швидкопідйомність: 22 м/с
- Тривалість польоту: 4 години 15 хвилин

### Озброєння
- 12.7 мм і 20 мм гармати
- Бомби: 

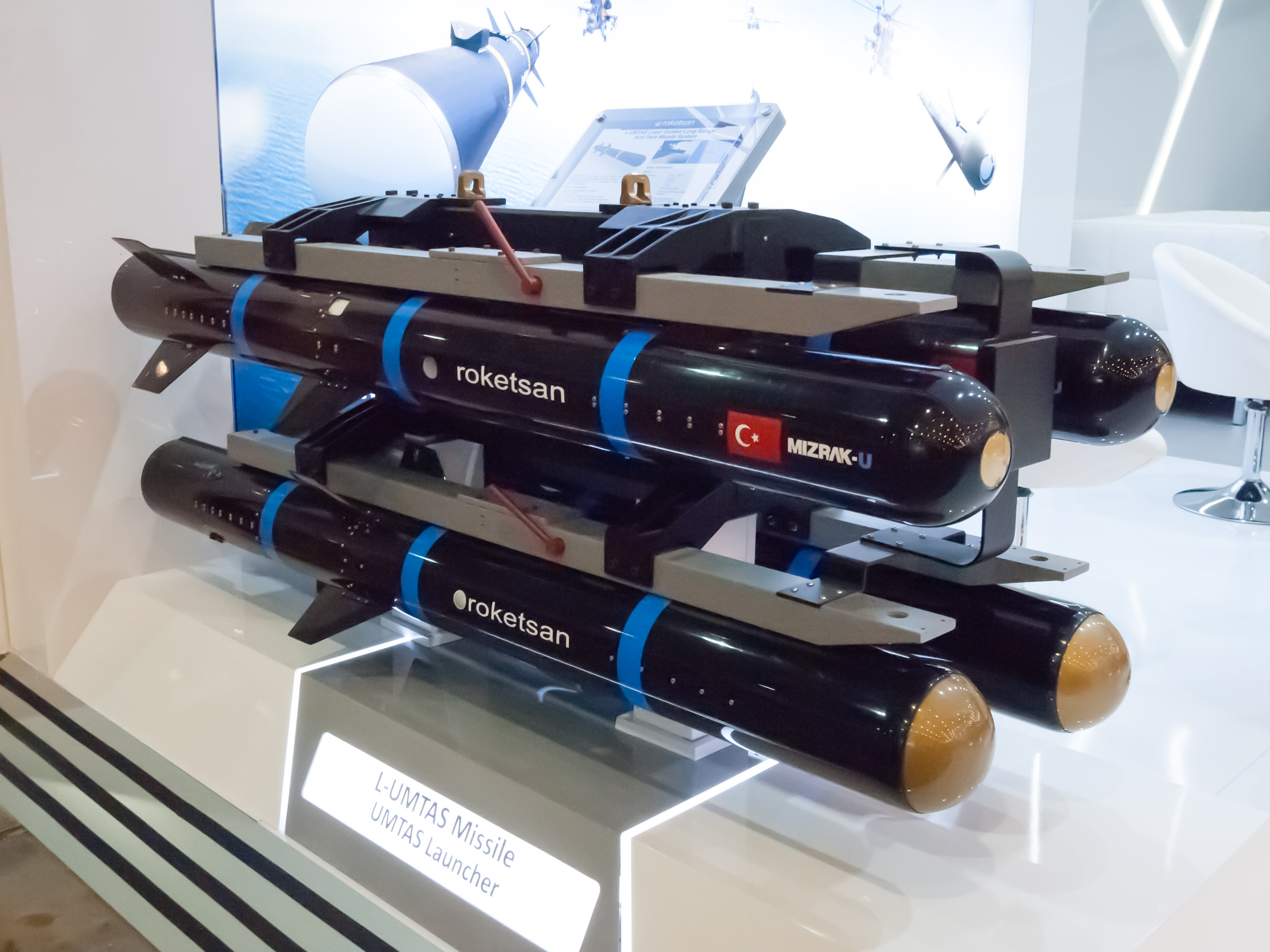
UMTAS

  - Mk-81 з системою лазеного наведення LGK-81
  - Mk-82
  - Tübitak SAGE HGK-3
  - Tübitak SAGE KGK-82
  - BDU33
  - MK106 (навчальні боєприпаси)
  - TUBITAK-SAGE TOGAN
  - TUBITAK-SAGE BOZOK
  - Roketsan MAM-L
  - Roketsan MAM-C
  - Roketsan MAM-T [15]

- Ракети: 

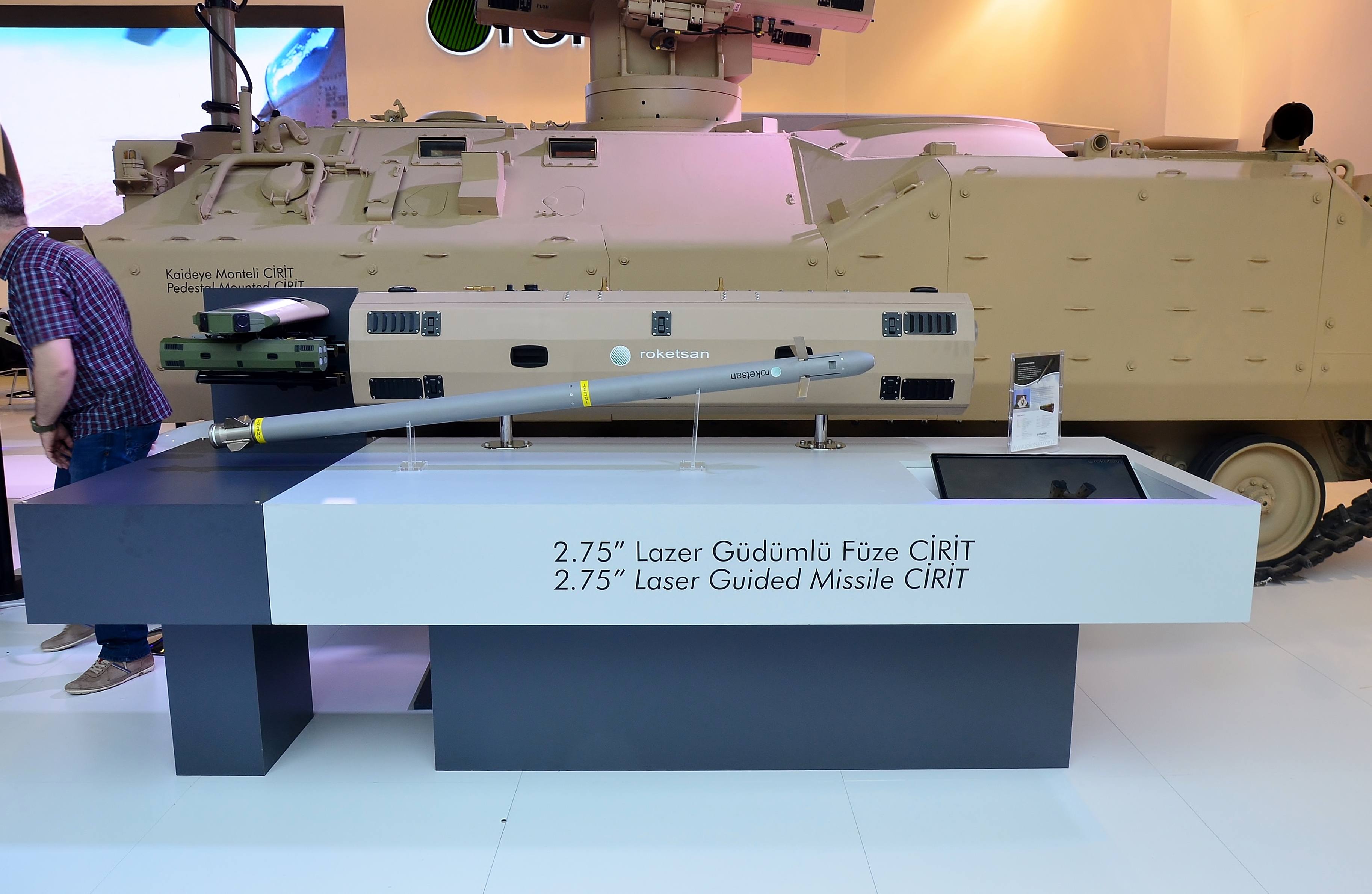
Cirit

  - Roketsan Cirit (керована ракета «повітря-земля»)
  - Roketsan UMTAS (керована протитанкова ракета)
  - Інші 2.75-дюймові ракети
- Підвісні вузли: Зовнішні паливні баки на 265 л

## Оператори
Туреччина
Повітряні сили Туреччини: 1 літак Hürkuş-B використовується як базовий навчальний літак. Замовлено всього 54 літаки Hürkuş-B: 14 - обов'язкові та 40 - опційні.
 Чад
Чад став третім експортним клієнтом Hürkuş, отримано 3 літаки. 

### Майбутні оператори
Лівія
21 травня 2022 року Лівія стала другою країною, яка імпортувала Hürkuş.
 Нігер
Нігер став першим закордонним замовником Hürkuş, заявлено про придбання 2 літаків.
 Туреччина
Сухопутні війська Туреччини - планується 24 літаки Hürkuş-C.
Генеральне командування жандармерії Туреччини - планується придбання Hürkuş-C.

### Потенційні оператори
Азербайджан
За інформацією, наданою головою Управління оборонної промисловості Туреччини Ісмаїлом Деміром, Азербайджан виявив значний інтерес до літаків Hürkuş, і найближчим часом можуть відбутися важливі події щодо їх експорту.

## Порівняння з аналогами
|                               | TAI Hürkuş C                   | KAI KT-1C                     | Pilatus PC-21                  | Pilatus PC-9 M                 | EMB 314 Super Tucano            |
| ----------------------------- | ------------------------------ | ----------------------------- | ------------------------------ | ------------------------------ | ------------------------------- |
| Зовнішній вигляд              |                                |                               |                                |                                |                                 |
| Прийнятий на озброєння, рік   | 2016                           | 2000                          | 2008                           | 1997                           | 2003                            |
| Розмах крила, м               | 9,96                           | 10,59                         | 9,11                           | 10,19                          | 11,14                           |
| Довжина, м                    | 11,17                          | 10,26                         | 11,23                          | 10,18                          | 10,53                           |
| Маса порожнього, кг           | 2976                           | 1910                          | 2280                           | 1780                           | 3020                            |
| Максимальна злітна маса, кг   | 3650                           | 3310                          | 4250                           | 3210                           | 5200                            |
| Практична стеля, м            | 10 668                         | 11 600                        | 11 600                         | 11 600                         | 10 670                          |
| Крейсерська швидкість, км/год | 574                            | 500                           | 600                            | 500                            | 530                             |
| Максимальна швидкість, км/год | 574                            | 575                           | 625                            | 590                            | 590                             |
| Практична дальність, км       | 1478                           | 1700                          | 1300                           | 1590                           | 1330                            |
| Паливо, л                     | 680 ППБ: 1 х 265               | н/д                           | н/д                            | внутрішнє: 530 ППБ: 2 х 250    | внутрішнє: 695 ППБ: 2 х 232     |
| Тип двигуна                   | 1 х ТГД Pratt&Whitney PT6A-68T | 1 х ТГД Pratt&Whitney PT6A-62 | 1 х ТГД Pratt&Whitney PT6A-68B | 1 х ТГД Pratt&Whitney PT6A-25C | 1 х ТГД Pratt&Whitney PT6A-68/3 |
| Потужність двигуна, к. с.     | 1600                           | 950                           | 1630                           | 1150                           | 1600                            |
| Бойове навантаження, кг       | н/д                            | н/д                           | 1150                           | 1040                           | 1500                            |
| Вартість, млн дол.            | ~$10 млн                       | ~$7 млн                       | $16,0 млн                      | н/д                            | $9,0-14,0 млн                   |